# 歌度有…
《歌度有…》（From The Song…）及《歌度有…音樂微電影》（From The Song… Music Microfilm），為香港電視娛樂製作的音樂微電影節目。
《歌度有…》（From The Song…），由2017年4月9日至5月28日逢星期日21:30-22:00於ViuTV播出，推出節目的目的是令樂迷可以真正了解和認識歌曲內的故事，節目特設一個音樂劇場，每周會挑選一首派台新歌，然後利用該首歌曲製作一齣微電影，度身訂造一個屬於它們的故事，用劇情述每說一句歌詞，表達出每一顆音符的情感。
《歌度有…》8集節目完結後與《林說金曲》合併成新節目《歌度有…林說金曲》。
另一個同類型節目《歌度有…音樂微電影》（From The Song… Music Microfilm），由2017年8月6日至20日逢星期日21:30-22:00於ViuTV播出，其後於2017年8月25日至9月29日改為逢星期五22:30-23:00播出，這一輯節目找來參與「第四屆微電影『創+作』支援計劃」的18個創作單位，由新晉導演及本地歌手組成，製作18套音樂微電影（每集播放兩套），由一粒音符開始創造出一個好故事。

## 《歌度有…》每集一覽
| 集數 | 播映日期 | 歌手           | 歌曲                      | 演出                                 |
| 1    | 4月9日   | 梁漢文         | 《終身贊助》              | 黃心美、強尼、彭永琛                 |
| 2    | 4月16日  | 周殷廷         | 《小姐你好》              | 關嘉敏@Bingo、陳永蔚                 |
| 3    | 4月23日  | 張紋嘉         | 《少女的球鞋》            | 陳俞希、郭凱童、羅伊婷               |
| 4    | 4月30日  | Yellow 野佬    | 《唔紅有原因》            | 鄧洢玲、FatKing                      |
| 5    | 5月7日   | Robynn & Kendy | 《無敵》                  | 梁嘉進、黃志廣、黎明安               |
| 6    | 5月14日  | 黎曉陽         | 《I Will Be Alright》     | 強尼、張匡佑、梁健怡、鄭蓓娜         |
| 7    | 5月21日  | AGA            | 《3AM》                   | 陳安立、陳凱詠、袁俊文、謝嘉敏       |
| 8    | 5月28日  | KB             | 《我最喜愛的Youtube節目》 | 黃頌寧、楊柳青、肥腸、申育成、吳嘉榮 |

## 《歌度有…音樂微電影》每集一覽
| 集數 | 播映日期 | 歌手     | 歌曲                                    | 微電影名稱                              | 導演   |
| 1    | 8月6日   | 陳曉琪   | 《祝我今日快樂》                        | 《艾麗嘉》 （页面存档备份，存于）       | 曾慶宏 |
| 1    | 8月6日   | 謝偉倫   | 《失落方舟》                            | 《失落荒舟》 （页面存档备份，存于）     | 賴憶南 |
| 2    | 8月13日  | 若琪     | 《世人笑我太瘋癲》                      | 《失落記憶》 （页面存档备份，存于）     | 崔紹輝 |
| 2    | 8月13日  | 陳凱彤   | 《出手》                                | 《再見莉莉安》 （页面存档备份，存于）   | 林瑞熙 |
| 3    | 8月20日  | 黃宇希   | 《愛你愛到沒自己》                      | 《負女》 （页面存档备份，存于）         | 可嵐   |
| 3    | 8月20日  | 許靖韻   | 《紫比藍更冷》                          | 《沒樂未來》 （页面存档备份，存于）     | 梁志榮 |
| 4    | 8月25日  | 迪子     | 《一蓮托生》                            | 《一蓮托生》 （页面存档备份，存于）     | 陳勝豪 |
| 4    | 8月25日  | 鄒文正   | 《妄想》                                | 《盲點》 （页面存档备份，存于）         | 梁冠舜 |
| 5    | 9月1日   | 尹光     | 《潮人生命堂》                          | 《摺凳殺手》 （页面存档备份，存于）     | 符氣健 |
| 5    | 9月1日   | 曾鴻禧   | 《朋友之最》                            | 《二手書店》 （页面存档备份，存于）     | 徐駿文 |
| 6    | 9月8日   | 楊彤     | 《一個字》                              | 《別說破的事》 （页面存档备份，存于）   | 邱子毅 |
| 6    | 9月8日   | ReVe     | 《What?》                               | 《Loser Run》 （页面存档备份，存于）    | 林子沛 |
| 7    | 9月15日  | 羅啟聰   | 《衰仔大學》                            | 《聖喪庇亞書院》 （页面存档备份，存于） | 郭戀妍 |
| 7    | 9月15日  | 祈家恆   | 《堅守我的夢》                          | 《記得我的名字》 （页面存档备份，存于） | 馮廣進 |
| 8    | 9月22日  | 李拾壹   | 《You Will See》                        | 《You Will See》 （页面存档备份，存于） | 汪世聰 |
| 8    | 9月22日  | 黃翠珊   | 《Can't You See (I'm Falling In Love)》 | 《過期前度》 （页面存档备份，存于）     | 黃耀輝 |
| 9    | 9月29日  | 伍定彥   | 《未來進行曲》                          | 《緣自初心》 （页面存档备份，存于）     | 周永亨 |
| 9    | 9月29日  | 紳士樂團 | 《慢活》                                | 《愛言十》 （页面存档备份，存于）       | 柱基   |

## 《歌度有…》特別版本
| 播映日期      | 節目名稱                                                                   | 歌手                                                                       | 主持           | 嘉賓                           |
| 2017年7月13日 | 《前度來了 歌度有》 《瑪嘉烈與大衛系列 前度》前奏節目 《前度來了》系列之一 | 《前度來了 歌度有》 《瑪嘉烈與大衛系列 前度》前奏節目 《前度來了》系列之一 | 李拾壹、岑樂怡 | 袁澧林、劉俊謙、黃劍文、鍾舒漫 |
| 2017年7月30日 | 《歌度有…千色劉美君》                                                      | 劉美君                                                                     | 羅沛琪         | 林敏驄、林珊珊、Gin Lee        |

## 外部連結
- ViuTV：歌度有… （页面存档备份，存于）
- ViuTV：歌度有…千色劉美君 （页面存档备份，存于）
- ViuTV：歌度有…音樂微電影 （页面存档备份，存于）